# Список персонажей Street Fighter
Список персонажей серии игр Street Fighter.

## Персонажи
Здесь приведён полный список персонажей основной линейки Street Fighter.
| Персонаж     | Боевой стиль                            | Street Fighter | Street Fighter II | Street Fighter Alpha | Street Fighter III | Street Fighter IV | Street Fighter V | Street Fighter 6 |
| ------------ | --------------------------------------- | -------------- | ----------------- | -------------------- | ------------------ | ----------------- | ---------------- | ---------------- |
| Абель        | Дзюдо                                   | ❌             | ❌                | ❌                   | ❌                 | зелёная ✓         | ❌               | ❌               |
| Абигэйл20    | Брутфорс                                | ❌             | ❌                | ❌                   | ❌                 | ❌                | 16               | ❌               |
| Адон         | Муай тай                                | 1              | ❌                | зелёная ✓            | ❌                 | 15                | ❌               | ❌               |
| А.К.И.       | неизвестно                              | ❌             | ❌                | ❌                   | ❌                 | ❌                | ❌               | зелёная ✓        |
| Акира        | Бацзицюань                              | ❌             | ❌                | ❌                   | ❌                 | ❌                | 16               | ❌               |
| Акума        | Сацуи-но-Хадо17, Ансацукэн17            | ❌             | зелёная ✓         | 678                  | зелёная ✓          | 1112              | 16               | зелёная ✓        |
| Алекс        | Реслинг, кикбоксинг                     | ❌             | ❌                | ❌                   | зелёная ✓          | ❌                | 16               | ❌               |
| Балрог       | Бокс                                    | ❌             | 345678            | 10                   | ❌                 | зелёная ✓         | 16               | ❌               |
| Бёрди        | Реслинг                                 | 1              | ❌                | зелёная ✓            | ❌                 | ❌                | зелёная ✓        | ❌               |
| Бланка       | Электрические атаки, дикие телодвижения | ❌             | зелёная ✓         | 10                   | ❌                 | зелёная ✓         | 16               | зелёная ✓        |
| Вайолент Кен | Ансацукэн, психосила                    | ❌             | зелёная ✓         | ❌                   | ❌                 | ❌                | ❌               | ❌               |
| Вега         | Ниндзюцу                                | ❌             | 345678            | 10                   | ❌                 | зелёная ✓         | зелёная ✓        | ❌               |
| Гай20        | Бушин-рю ниндзюцу                       | ❌             | ❌                | зелёная ✓            | ❌                 | 1415              | ❌               | ❌               |
| Гайл         | Рукопашный бой                          | ❌             | зелёная ✓         | 10                   | ❌                 | зелёная ✓         | 16               | ❌               |
| Гилл         | Иллюминаты                              | ❌             | ❌                | ❌                   | зелёная ✓          | ❌                | 16               | ❌               |
| Гокэн        | Ансацукэн17                             | ❌             | ❌                | ❌                   | ❌                 | зелёная ✓         | ❌               | ❌               |
| Гэки         | Ниндзюцу                                | 1              | ❌                | ❌                   | ❌                 | ❌                | ❌               | ❌               |
| Гэн          | Со17, ки17                              | 1              | ❌                | зелёная ✓            | ❌                 | зелёная ✓         | ❌               | ❌               |
| G            | Все боевые стили со всего мира          | ❌             | ❌                | ❌                   | ❌                 | ❌                | 16               | ❌               |
| Дадли        | Бокс                                    | ❌             | ❌                | ❌                   | зелёная ✓          | 1415              | ❌               | ❌               |
| Далсим       | Эзотерическая йога                      | ❌             | зелёная ✓         | 910                  | ❌                 | зелёная ✓         | зелёная ✓        | зелёная ✓        |
| Джейми       | Цзуйцюань, брейк-данс                   | ❌             | ❌                | ❌                   | ❌                 | ❌                | ❌               | зелёная ✓        |
| Джо          | Кикбоксинг, сават                       | 1              | ❌                | ❌                   | ❌                 | ❌                | ❌               | ❌               |
| Джули        | Стиль Шадалу17                          | ❌             | ❌                | 10                   | ❌                 | ❌                | 1                | ❌               |
| Джуни        | Стиль Шадалу17                          | ❌             | ❌                | 10                   | ❌                 | ❌                | ❌               | ❌               |
| Джури        | Тхэквондо                               | ❌             | ❌                | ❌                   | ❌                 | 1415              | 16               | зелёная ✓        |
| Дзэку        | Бушин-рю ниндзюцу                       | ❌             | ❌                | ❌                   | ❌                 | ❌                | 16               | ❌               |
| Ди Джей      | Капоэйра, Кикбоксинг                    | ❌             | 5678              | 10                   | ❌                 | 1415              | ❌               | зелёная ✓        |
| Дикапри      | Стиль Шадалу17, психоделика             | ❌             | ❌                | 110                  | ❌                 | 152               | 1                | ❌               |
| Дэн Хибики   | Сайкё17                                 | ❌             | ❌                | зелёная ✓            | ❌                 | зелёная ✓         | 16               | ❌               |
| JP           | Бартицу, психосила                      | ❌             | ❌                | ❌                   | ❌                 | ❌                | ❌               | зелёная ✓        |
| Зангиев      | Реслинг                                 | ❌             | зелёная ✓         | 9                    | ❌                 | зелёная ✓         | зелёная ✓        | зелёная ✓        |
| Злой Рю      | Ансацукэн17                             | ❌             | зелёная ✓         | 9                    | ❌                 | 15                | ❌               | ❌               |
| Ибуки        | Ниндзюцу                                | ❌             | ❌                | ❌                   | зелёная ✓          | 1415              | 16               | ❌               |
| Игл          | Бодзюцу                                 | 1              | ❌                | 10                   | ❌                 | ❌                | ❌               | ❌               |
| Илевен       | Гиперадаптация                          | ❌             | ❌                | ❌                   | ❌                 | ❌                | зелёная ✓        | ❌               |
| Ингрид18     | Энергоманипуляция                       | ❌             | ❌                | 10                   | ❌                 | ❌                | ❌               | ❌               |
| К. Вайпер    | неизвестно                              | ❌             | ❌                | ❌                   | ❌                 | зелёная ✓         | ❌               | ❌               |
| Каге         | Сацуи-но-Хадо, Ансацукэн                | ❌             | ❌                | ❌                   | ❌                 | ❌                | 16               | ❌               |
| Карин19      | Кандзуки-рю17                           | ❌             | ❌                | 10                   | ❌                 | ❌                | зелёная ✓        | ❌               |
| Кен          | Киокушинкай, Шотокан, Ансацукэн17       | зелёная ✓      | зелёная ✓         | зелёная ✓            | зелёная ✓          | зелёная ✓         | зелёная ✓        | зелёная ✓        |
| Кимберли     | Бусин-рю ниндзюцу                       | ❌             | ❌                | ❌                   | ❌                 | ❌                | ❌               | зелёная ✓        |
| Коди20       | Задира                                  | ❌             | ❌                | 10                   | ❌                 | 1415              | 16               | ❌               |
| Колин        | Система                                 | ❌             | ❌                | ❌                   | 1                  | ❌                | 16               | ❌               |
| Кэмми        | Стиль Шадалу17, рукопашный бой          | ❌             | 45678             | 9                    | ❌                 | зелёная ✓         | зелёная ✓        | зелёная ✓        |
| Лаура        | Бразильское джиу-джитсу                 | ❌             | ❌                | ❌                   | ❌                 | ❌                | зелёная ✓        | ❌               |
| Ли           | Бацзицюань                              | 1              | ❌                | ❌                   | ❌                 | ❌                | ❌               | ❌               |
| Лили         | Боевые искусства Тандерфут              | ❌             | ❌                | ❌                   | ❌                 | ❌                | ❌               | зелёная ✓        |
| Люк          | Армейский ММА                           | ❌             | ❌                | ❌                   | ❌                 | ❌                | ❌               | зелёная ✓        |
| Люсия        | Американский Кэнпо                      | ❌             | ❌                | ❌                   | ❌                 | ❌                | 16               | ❌               |
| М. Байсон    | Психосила                               | ❌             | 345678            | зелёная ✓            | ❌                 | зелёная ✓         | зелёная ✓        | ❌               |
| Майк         | Бокс                                    | 1              | ❌                | ❌                   | ❌                 | ❌                | ❌               | ❌               |
| Маки20       | Бушин-рю ниндзюцу                       | ❌             | ❌                | 10                   | ❌                 | ❌                | ❌               | ❌               |
| Макото       | Риндокан карате                         | ❌             | ❌                | ❌                   | 12                 | 14                | ❌               | ❌               |
| Манон        | Дзюдо, балет                            | ❌             | ❌                | ❌                   | ❌                 | ❌                | ❌               | зелёная ✓        |
| Мариса       | Панкратион                              | ❌             | ❌                | ❌                   | ❌                 | ❌                | ❌               | зелёная ✓        |
| Менат        | Душевная сила                           | ❌             | ❌                | ❌                   | ❌                 | ❌                | 16               | ❌               |
| Некалли      | неизвестно                              | ❌             | ❌                | ❌                   | ❌                 | ❌                | зелёная ✓        | ❌               |
| Некро        | неизвестно                              | ❌             | ❌                | ❌                   | зелёная ✓          | ❌                | ❌               | ❌               |
| Нэш          | Рукопашный бой                          | ❌             | ❌                | зелёная ✓            | ❌                 | ❌                | зелёная ✓        | ❌               |
| Они          | Ансацукэн17                             | ❌             | ❌                | ❌                   | ❌                 | 15                | ❌               | ❌               |
| Оро          | Сэндзюцу17                              | ❌             | ❌                | ❌                   | зелёная ✓          | ❌                | 16               | ❌               |
| Пойзон20     | Акробатика                              | ❌             | ❌                | ❌                   | ❌                 | 152               | 16               | ❌               |
| Q            | неизвестно                              | ❌             | ❌                | ❌                   | 12                 | ❌                | ❌               | ❌               |
| Р. Мика      | Реслинг                                 | ❌             | ❌                | 10                   | ❌                 | ❌                | зелёная ✓        | ❌               |
| Рашид        | Паркур                                  | ❌             | ❌                | ❌                   | ❌                 | ❌                | зелёная ✓        | зелёная ✓        |
| Реми         | Сават                                   | ❌             | ❌                | ❌                   | 12                 | ❌                | ❌               | ❌               |
| Роленто20    | Армейский стиль                         | ❌             | ❌                | 9                    | ❌                 | 152               | ❌               | ❌               |
| Роуз         | Душевная сила                           | ❌             | ❌                | зелёная ✓            | ❌                 | 131415            | 16               | ❌               |
| Руфус        | Карате, кунфу                           | ❌             | ❌                | ❌                   | ❌                 | зелёная ✓         | ❌               | ❌               |
| Рэцу         | Сёриндзи-кэмпо                          | 1              | ❌                | ❌                   | ❌                 | ❌                | ❌               | 1                |
| Рю           | Киокушинкай, Шотокан, Ансацукэн17       | зелёная ✓      | зелёная ✓         | зелёная ✓            | зелёная ✓          | зелёная ✓         | зелёная ✓        | зелёная ✓        |
| Сагат        | Муай тай                                | 1              | 345678            | зелёная ✓            | ❌                 | зелёная ✓         | 16               | ❌               |
| Сакура       | Ансацукэн17                             | ❌             | ❌                | 9                    | ❌                 | 131415            | 16               | ❌               |
| Сет          | неизвестно                              | ❌             | ❌                | ❌                   | ❌                 | зелёная ✓         | 16               | ❌               |
| Син Акума    | Сацуи-но-Хадо, Ансацукэн                | ❌             | зелёная ✓         | зелёная ✓            | зелёная ✓          | ❌                | 1                | ❌               |
| Содом20      | Самопознание                            | ❌             | ❌                | зелёная ✓            | ❌                 | ❌                | ❌               | ❌               |
| Т. Хоук      | неизвестно                              | ❌             | 5678              | 10                   | ❌                 | 1415              | ❌               | ❌               |
| Твелв        | Гиперадаптация                          | ❌             | ❌                | ❌                   | 12                 | ❌                | ❌               | ❌               |
| Уриен        | Иллюминаты, панкратион                  | ❌             | ❌                | ❌                   | 11                 | ❌                | 16               | ❌               |
| Фальке       | Психосила, бодзюцу, психопатия          | ❌             | ❌                | ❌                   | ❌                 | ❌                | зелёная ✓        | ❌               |
| Ф.А.Н.Г.     | Тюгоку кэмпо                            | ❌             | ❌                | ❌                   | ❌                 | ❌                | зелёная ✓        | ❌               |
| Фолк         | Психоделика, бодзюцу                    | ❌             | ❌                | ❌                   | ❌                 | ❌                | 16               | ❌               |
| Фэй Лун      | Кунфу, Джиткундо17                      | ❌             | 5679              | 10                   | ❌                 | 131415            | ❌               | ❌               |
| Хакан        | Гуреш                                   | ❌             | ❌                | ❌                   | ❌                 | 1415              | ❌               | ❌               |
| Хьюго20      | Реслинг                                 | ❌             | ❌                | ❌                   | 11                 | 152               | ❌               | ❌               |
| Чунь Ли      | Тюгоку кэмпо                            | ❌             | зелёная ✓         | зелёная ✓            | 12                 | зелёная ✓         | зелёная ✓        | зелёная ✓        |
| Шэн Лун      | Ансацукэн                               | ❌             | ❌                | ❌                   | ❌                 | ❌                | ❌               | 1                |
| Шон          | Ансацукэн17                             | ❌             | ❌                | ❌                   | зелёная ✓          | ❌                | ❌               | ❌               |
| Э. Хонда     | Сумо                                    | ❌             | зелёная ✓         | 10                   | ❌                 | зелёная ✓         | 16               | зелёная ✓        |
| Эд           | Психобокс                               | ❌             | ❌                | ❌                   | ❌                 | 1                 | 16               |                  |
| Элена        | Капоэйра                                | ❌             | ❌                | ❌                   | зелёная ✓          | 152               | ❌               | ❌               |
| Эль Фуэрте   | Луча Либре                              | ❌             | ❌                | ❌                   | ❌                 | зелёная ✓         | ❌               | ❌               |
| Юнь          | Бацзицюань                              | ❌             | ❌                | зелёная ✓            | зелёная ✓          | 15                | ❌               | ❌               |
| Ян           | Бацзицюань                              | ❌             | ❌                | ❌                   | зелёная ✓          | 15                | ❌               | ❌               |

| Примечания                                               |
| -------------------------------------------------------- |
| 1 ↑ Неиграбельный персонаж.                              |
| 2 ↑ Обновление Ultra Street Fighter IV.                  |
| 3 ↑ Доступен в Street Fighter II: Champion Edition.      |
| 4 ↑ Доступен в Street Fighter II: Hyper Fighting.        |
| 5 ↑ Доступен в Super Street Fighter II.                  |
| 6 ↑ Доступен в Super Street Fighter II Turbo.            |
| 7 ↑ Доступен в Hyper Street Fighter II.                  |
| 8 ↑ Доступен в Super Street Fighter II Turbo HD Remix.   |
| 9 ↑ Доступен в Street Fighter Alpha 2.                   |
| 10 ↑ Доступен в Street Fighter Alpha 3.                  |
| 11 ↑ Доступен в Street Fighter III: 2nd Impact.          |
| 12 ↑ Доступен в Street Fighter III: 3rd Strike.          |
| 13 ↑ Доступен в Super Street Fighter IV.                 |
| 14 ↑ Доступен в Super Street Fighter IV: 3D Edition.     |
| 15 ↑ Доступен в Super Street Fighter IV: Arcade Edition. |
| 16 ↑ Доступен как загружаемый контент после релиза.      |
| 17 ↑ Вымышленное боевое искусство.                       |
| 18 ↑ Персонаж из Capcom Fighting Evolution.              |
| 19 ↑ Персонаж из манги Sakura Ganbaru!.                  |
| 20 ↑ Персонаж из Final Fight.                            |

## Ответвления
|                 | EX  | EX   | EX   | Ответвления | Ответвления           | Ответвления                   | Ответвления                | Ответвления               |
| Персонажи       | EX  | EX2  | EX3  | The Movie   | The Interactive Movie | Super Puzzle Fighter II Turbo | Super Gem Fighter Mini Mix | Capcom Fighting Evolution |
| --------------- | --- | ---- | ---- | ----------- | --------------------- | ----------------------------- | -------------------------- | ------------------------- |
| Акума           | Да  | Нет  | Нет  | Нет         | Нет                   | Да6                           | Да2                        | Да5                       |
| Алекс           | Нет | Нет  | Нет  | Нет         | Нет                   | Нет                           | Нет                        | Да                        |
| Аллен           | Да2 | Нет  | Нет  | Нет         | Нет                   | Нет                           | Нет                        | Нет                       |
| Ариа            | Нет | Да3  | Да2  | Нет         | Нет                   | Нет                           | Нет                        | Нет                       |
| Балрог          | Нет | Нет  | Нет  | Да          | Да                    | Нет                           | Нет                        | Нет                       |
| Бланка          | Нет | Да   | Да   | Да          | Да                    | Нет                           | Нет                        | Нет                       |
| Блэйд           | Нет | Нет  | Нет  | Да          | Нет                   | Нет                           | Нет                        | Нет                       |
| Блэр            | Да2 | Нет  | Нет  | Нет         | Нет                   | Нет                           | Нет                        | Нет                       |
| В. Россо        | Нет | Да3  | Да2  | Нет         | Нет                   | Нет                           | Нет                        | Нет                       |
| Вега            | Нет | Да   | Да   | Да          | Да                    | Нет                           | Нет                        | Нет                       |
| Гайл            | Да  | Да   | Да   | Да          | Да                    | Нет                           | Нет                        | Да                        |
| Гаруда          | Да  | Да2  | Да2  | Нет         | Нет                   | Нет                           | Нет                        | Нет                       |
| Д. Дарк         | Да  | Да   | Да   | Нет         | Нет                   | Нет                           | Нет                        | Нет                       |
| Далсим          | Да2 | Да   | Да   | Нет         | Нет                   | Нет                           | Да                         | Нет                       |
| Дан Хибики      | Нет | Нет  | Нет  | Нет         | Нет                   | Да                            | Да                         | Нет                       |
| Дарун           | Да  | Да3  | Да2  | Нет         | Нет                   | Нет                           | Нет                        | Нет                       |
| Ди Джей         | Нет | Нет  | Нет  | Нет         | Да                    | Нет                           | Нет                        | Нет                       |
| Зангиев         | Да  | Да   | Да   | Да          | Да                    | Нет                           | Да                         | Да                        |
| Злой Рю         | Да2 | Нет  | Да2  | Нет         | Нет                   | Нет                           | Нет                        | Нет                       |
| Ибуки           | Нет | Нет  | Нет  | Нет         | Нет                   | Нет                           | Да                         | Нет                       |
| К. Джек         | Да  | Да   | Да   | Нет         | Нет                   | Нет                           | Нет                        | Нет                       |
| Каири           | Да2 | Да2  | Да2  | Нет         | Нет                   | Нет                           | Нет                        | Нет                       |
| Карин           | Нет | Нет  | Нет  | Нет         | Нет                   | Нет                           | Нет                        | Да                        |
| Кен             | Да  | Да   | Да   | Да          | Да                    | Да                            | Да                         | Нет                       |
| Кровавая Хокуто | Да2 | Нет  | Да   | Нет         | Нет                   | Нет                           | Нет                        | Нет                       |
| Кэмми           | Нет | Нет  | Нет  | Да          | Да                    | Нет                           | Нет                        | Нет                       |
| М. Байсон       | Нет | Да14 | Да24 | Да          | Нет                   | Нет                           | Нет                        | Да                        |
| Нанасэ          | Нет | Да2  | Да   | Нет         | Нет                   | Нет                           | Нет                        | Нет                       |
| Пуллум          | Да  | Да3  | Да2  | Нет         | Нет                   | Нет                           | Нет                        | Нет                       |
| Роуз            | Нет | Нет  | Нет  | Нет         | Нет                   | Нет                           | Нет                        | Да                        |
| Рю              | Да  | Да   | Да   | Да          | Да                    | Да                            | Да                         | Да                        |
| Савада          | Нет | Нет  | Нет  | Да          | Нет                   | Нет                           | Нет                        | Нет                       |
| Сагат           | Нет | Да3  | Да   | Да          | Да                    | Нет                           | Нет                        | Нет                       |
| Сакура          | Да2 | Нет  | Да   | Нет         | Нет                   | Да                            | Да                         | Да                        |
| Син Байсон      | Нет | Нет  | Нет1 | Нет         | Нет                   | Нет                           | Нет                        | Нет                       |
| Скулломания     | Да  | Да   | Да   | Нет         | Нет                   | Нет                           | Нет                        | Нет                       |
| Т. Хоук         | Нет | Нет  | Нет  | Нет         | Да                    | Нет                           | Нет                        | Нет                       |
| Уриен           | Нет | Нет  | Нет  | Нет         | Нет                   | Нет                           | Нет                        | Да                        |
| Фэй Лун         | Нет | Нет  | Нет  | Нет         | Да                    | Нет                           | Нет                        | Нет                       |
| Хаятэ           | Нет | Да   | Нет  | Нет         | Нет                   | Нет                           | Нет                        | Нет                       |
| Хокуто          | Да  | Да   | Да   | Нет         | Нет                   | Нет                           | Нет                        | Нет                       |
| Циклоид-β       | Да2 | Нет  | Нет  | Нет         | Нет                   | Нет                           | Нет                        | Нет                       |
| Циклоид-γ       | Да2 | Нет  | Нет  | Нет         | Нет                   | Нет                           | Нет                        | Нет                       |
| Чунь Ли         | Да  | Да   | Да   | Да          | Да                    | Да                            | Да                         | Да                        |
| Шедоугейст      | Нет | Да2  | Да2  | Нет         | Нет                   | Нет                           | Нет                        | Нет                       |
| Шерон           | Нет | Да   | Да   | Нет         | Нет                   | Нет                           | Нет                        | Нет                       |
| Э. Хонда        | Нет | Нет  | Нет  | Да          | Да                    | Нет                           | Нет                        | Нет                       |
| Эйс             | Нет | Нет  | Да   | Нет         | Нет                   | Нет                           | Нет                        | Нет                       |
| Юнь             | Нет | Нет  | Нет  | Нет         | Нет                   | Нет                           | Нет                        | Да                        |

| Примечания                              |
| --------------------------------------- |
| 1 ↑ Неиграбельный персонаж.             |
| 2 ↑ Скрытый персонаж.                   |
| 3 ↑ Доступен в Street Fighter EX2 Plus. |
| 4 ↑ Доступен под именем Байсон II.      |
| 5 ↑ Доступен под именем Син Акума.      |
| 6 ↑ Босс.                               |

## Другие медиа
|            | Анимация           | Анимация      | Анимация    | Анимация | Анимация | Анимация       | Фильмы       | Фильмы      | Фильмы   | Фильмы       | Фильмы      |
| Персонажи  | The Animated Movie | The Animation | Generations | Ties     | II V     | Street Fighter | Уличный боец | Стритфайтер | Наследие | Кулак убийцы | Воскрешение |
| ---------- | ------------------ | ------------- | ----------- | -------- | -------- | -------------- | ------------ | ----------- | -------- | ------------ | ----------- |
| Адон       | Нет                | Да            | Нет         | Нет      | Нет      | Нет            | Нет          | Нет         | Нет      | Нет          | Нет         |
| Акума      | Нет                | Да            | Да          | Да       | Нет      | Да             | Нет          | Нет         | Да       | Да           | Нет         |
| Андоре     | Нет                | Нет           | Нет         | Нет      | Нет      | Да             | Нет          | Нет         | Нет      | Нет          | Нет         |
| Балрог     | Да                 | Нет           | Нет         | Нет      | Да       | Да             | Да           | Да          | Нет      | Нет          | Нет         |
| Бланка     | Да                 | Нет           | Нет         | Нет      | Нет      | Да             | Да           | Нет         | Нет      | Нет          | Нет         |
| Бёрди      | Нет                | Да            | Нет         | Нет      | Нет      | Да             | Нет          | Нет         | Нет      | Нет          | Нет         |
| Вега       | Да                 | Да            | Нет         | Нет      | Да       | Да             | Да           | Да          | Нет      | Нет          | Нет         |
| Гай        | Нет                | Нет           | Нет         | Нет      | Нет      | Да             | Нет          | Нет         | Нет      | Нет          | Нет         |
| Гайл       | Да                 | Нет           | Нет         | Да       | Да       | Да             | Да           | Нет         | Нет      | Нет          | Нет         |
| Гокэн      | Нет                | Нет           | Да          | Нет      | Нет      | Да             | Нет          | Нет         | Нет      | Да           | Нет         |
| Далсим     | Да                 | Нет           | Нет         | Нет      | Да       | Да             | Нет          | Нет         | Нет      | Нет          | Нет         |
| Дан Хибики | Нет                | Да            | Нет         | Нет      | Нет      | Нет            | Нет          | Нет         | Нет      | Нет          | Нет         |
| Ди Джей    | Да                 | Нет           | Нет         | Нет      | Нет      | Нет            | Да           | Нет         | Нет      | Нет          | Нет         |
| Дикапри    | Нет                | Нет           | Нет         | Нет      | Нет      | Нет            | Нет          | Нет         | Нет      | Нет          | Да          |
| Зангиев    | Да                 | Да            | Нет         | Нет      | Да       | Нет            | Да           | Нет         | Нет      | Нет          | Нет         |
| К. Вайпер  | Нет                | Нет           | Нет         | Да       | Нет      | Нет            | Нет          | Да          | Нет      | Нет          | Нет         |
| Кен        | Да                 | Да            | Да          | Да       | Да       | Да             | Да           | Нет         | Да       | Да           | Да          |
| Коди       | Нет                | Нет           | Нет         | Нет      | Нет      | Да             | Нет          | Нет         | Нет      | Нет          | Нет         |
| Колин      | Нет                | Нет           | Нет         | Нет      | Нет      | Нет            | Нет          | Нет         | Нет      | Нет          | Да          |
| Кэмми      | Да                 | Нет           | Нет         | Да       | Да       | Да             | Да           | Нет         | Нет      | Нет          | Нет         |
| Лаура      | Нет                | Нет           | Нет         | Нет      | Нет      | Нет            | Нет          | Нет         | Нет      | Нет          | Да          |
| М. Байсон  | Да                 | Нет           | Нет         | Да       | Да       | Да             | Да           | Да          | Нет      | Нет          | Да          |
| Нэш        | Нет                | Нет           | Нет         | Нет      | Да       | Нет            | Нет          | Да          | Нет      | Нет          | Да          |
| Роленто    | Нет                | Нет           | Нет         | Нет      | Нет      | Да             | Нет          | Нет         | Нет      | Нет          | Нет         |
| Роуз       | Нет                | Да            | Нет         | Нет      | Нет      | Да             | Нет          | Да          | Нет      | Нет          | Нет         |
| Рю         | Да                 | Да            | Да          | Да       | Да       | Да             | Да           | Нет         | Да       | Да           | Да          |
| Савада     | Нет                | Нет           | Нет         | Нет      | Нет      | Нет            | Да           | Нет         | Нет      | Нет          | Нет         |
| Сагат      | Да                 | Нет           | Нет         | Нет      | Да       | Да             | Да           | Нет         | Нет      | Нет          | Нет         |
| Сакура     | Нет                | Да            | Да          | Да       | Нет      | Да             | Нет          | Нет         | Нет      | Нет          | Нет         |
| Сет        | Нет                | Нет           | Нет         | Да       | Нет      | Нет            | Нет          | Нет         | Нет      | Нет          | Нет         |
| Содом      | Нет                | Да            | Нет         | Нет      | Нет      | Да             | Нет          | Нет         | Нет      | Нет          | Нет         |
| Т. Хоук    | Да                 | Нет           | Нет         | Нет      | Нет      | Да             | Да           | Нет         | Нет      | Нет          | Нет         |
| Фэй Лун    | Да                 | Нет           | Нет         | Нет      | Да       | Да             | Нет          | Нет         | Нет      | Нет          | Нет         |
| Чунь Ли    | Да                 | Да            | Нет         | Да       | Да       | Да             | Да           | Да          | Нет      | Нет          | Нет         |
| Э. Хонда   | Да                 | Нет           | Нет         | Нет      | Нет      | Да             | Да           | Нет         | Нет      | Нет          | Нет         |
| Юань       | Нет                | Нет           | Нет         | Нет      | Нет      | Нет            | Нет          | Да          | Нет      | Нет          | Нет         |

## Введённые вStreet Fighter

### Рю
Рю (яп. リュウ Рю:, в оригинальной игре — 隆) — главный герой серии Street Fighter. В первой игре, вместе со своим другом Кэном, является участником турнира. В следующих играх серии Рю показывает своё стремление к тренировкам. Однако его навыки притягивают преступников, которые хотят использовать их в своих интересах.

### Кэн Мастерс
Кэн Мастерс (яп. ケン・マスターズ  Кэн Масута:дзу, англ. Ken Masters, в оригинальной игре — 拳) дебютировал в первой части в роли дополнительного бойца для второго игрока, изначально отличавшегося от Рю лишь эстетически, но впоследствии развитого в самостоятельного бойца со своей механикой боя. Как и Рю, он появляется во всех частях серии, а также в большинстве кроссоверов Capcom. Кэн — лучший друг Рю, в то же время являющийся его соперником (по большей части, из дружбы) и подобно Рю, путешествует по всему миру в поисках достойных соперников.

### Рэцу
Рэцу (яп. 烈 Рэцу) — учитель Сёриндзи-кэмпо. В первой игре он является первым оппонентом, которого нужно победить (хотя игрок в начале игры сам может выбрать, откуда ему начинать). Хотя в остальных играх он не появлялся, его изображали во многих артбуках и связанной продукции по вселенной игры.

### Гэки
Гэки (яп. 激 Гэки) — ниндзя, сражающийся сюрикэном и перчаткой с когтями. Он второй противник в игре, битва с ним происходит на поляне с видом на гору Фудзияма.

### Джо
Джо (англ. Joe, яп. ジョー Дзё:) — американец, чемпион подпольного чемпионата по кикбоксингу. Больше не в каких играх замечен не был.

### Майк
Майк (англ. Mike; яп. マイク Майку) появился в оригинальной Street Fighter, где выступал в роли бывшего афроамериканского боксёра, ушедшего из профессионального бокса после того, как в одном из боёв он убил своего противника. Бой с ним проходит на фоне горы Рашмор. Вполне логично, что Майк послужил основой для другого персонажа серии — Балрога (которого в японской версии тоже зовут Майк [Байсон]).

### Бёрди
Бёрди (англ. Birdie; яп. バーディー Ба: ди:) — панк из Англии. В оригинальной игре он не имел сюжетного значения. Позже он появился в серии Alpha, где, продемонстрировав свои боевые навыки, был завербован Байсоном, и выполнял различные поручения Шадалу. Однако Байсону он не был нужен как постоянный работник, поэтому он приказал Балрогу убрать его, но потерпел неудачу.
Бёрди был поставлен на 15 место из 85 среди персонажей Street Fighter. В 2009 году он также попал в «The 10 Lamest Street Fighter Characters Ever Conceived».

### Игл
Игл (англ. Eagle; яп. イーグル И:гуру) дебютировал в оригинальной игре, где представлен как мастер драки на палках из Англии (две по одной на каждую руку). Позже он появился в кроссовере Capcom vs. SNK 2 и апдейтах Street Fighter Alpha 3 для портативных приставок GBA и PSP, а также в графических новеллах по мотивам подсерии Alpha, в которых его убивает Адон.
Известно, что названия его спец- и суперприёмов являются отсылками к различным местам Англии, например, Кентербери, Оксфорду и т. д.

### Ли
Ли (англ. Lee: яп. 李（リー） Ри:, пиньинь Lǐ) — эксперт по боевым искусствам из Китая пытающийся на турнире, описанном в первой Street Fighter проверить свои способности на достойных оппонентах. Он является первым китайским оппонентом в оригинальной Street Fighter, бой с ним проходит на Великой китайской стене. После оригинальной Street Fighter Ли появляется лишь в различном мерчендайзинге по мотивам игр серии. Также, Ли приходится дядей братьям Ли Юню и Ли Яну из Street Fighter III и предположительно может являться сыном Юаня.

### Юань
Юань (англ. Gen; яп. 元 Гэн) дебютировал в первой игре серии в роли второго из двух китайских оппонентов в режиме одиночного турнира (первым был Ли). Юань изображается пожилым мастером боевых искусств с долгой предысторией в качестве наёмного убийцы.
Позднее, Юань стал доступен в качестве играбельного персонажа в Street Fighter Alpha 2 и её сиквеле. В серии Юань является единственным персонажем, дерущимся в двух боевых стилях — богомола и журавля. Этот факт проявляется не только в смене боевых стоек и базовых приёмов при переключении стиля, но в различиях в спец- и суперприёмах разных стилей.
Согласно сюжету игр подсерии Alpha, Юань, будучи неизлечимо больным, избрал своей целью сразиться перед кончиной с Акумой, ради чего отправился на его поиски. На своём пути он сталкивается с Чуньли (отец которой учился у Юаня основам боя) в роли секретного противника в Street Fighter Alpha 2 и Рю в роли промежуточного босса Street Fighter Alpha 3, убедившись в том, что последний пользуется тем же стилем, что и Акума. Также Юань появился в консольных и компьютерной версиях Street Fighter IV в качестве добавленного персонажа. Связь Юаня с отцом Чуньли и его противоречивые чувства в отношениях с ней играет определённую роль в его предыстории к игре.
В фильме 2009 года роль Юаня была сыграна Робином Шу (Лю Кан в фильмах «Смертельная битва» и «Смертельная битва 2: Истребление»).

### Адон
Адон (англ. Adon, яп. アドン, тайск. อาดอน) появился в первой Street Fighter в роли молодого кикбоксера в стиле муай-тай, встречавшийся перед финальным боем игрока с Сагатом, пользуясь знаменитым спец приемом «Jaguar Kick» (рус. пинок Ягуара), чтобы сеять страх на своих оппонентов.
Позже, Адон возвратился в Street Fighter Alpha: Warriors Dreams и её сиквелах. В двух частях под серии Alpha, Адон характеризуется как бывший ученик Сагата, стремящийся превзойти своего опального мастера, победив его, а в Street Fighter Alpha 3 он выслеживает Акуму и вступает с ним в бой.
Позднее, Адон возвратился в Super Street Fighter IV в роли играбельного персонажа (до этого он кратко упоминается в прологе Сагата в оригинальной Street Fighter IV, будучи в очередной раз побеждён последним). По аналогии с Бёрди и Иглом, Сагат и Адон частично основывают свои приёмы на движениях различных кошачьих (в данном случае тигра и ягуара).

### Сагат
Сильнейший кикбоксер в мире, верный союзник генерала Байсона, член группировки Шадалу. Однажды встретив Рю, Сагат проиграл ему бой, в результате которого у него на груди остался длинный шрам. С тех пор Сагат неустанно тренировался, улучшая свой стиль борьбы. Сагат появлялся во всех играх серии, в том числе и в Street Fighter IV, где, по-видимому, ему удалось победить и Рю, и Сета (главного босса).

## Введённые вStreet Fighter II

### Чунь Ли
Чунь Ли (кит. трад. 春麗, упр. 春丽, пиньинь Chūnlì; яп. 春麗（チュンリー） Тюнри:) впервые появилась во второй части в числе шести новых игровых персонажей, впоследствии появляясь как таковой в последующих играх с её участием. Чунь Ли — агент Интерпола под прикрытием, отправившаяся (согласно сюжету Street Fighter II) на турнир с целью отомстить Байсону за смерть её отца, о чём свидетельствуется в сюжетной линии различных частей серии.

### Бланка
Джимми Бланка (англ. Blanka; яп. ブランカ Буранка) дебютировал в оригинальной Street Fighter II и изображался в виде зеленокожего дикаря, носящего длинные оранжевые волосы и коричневые шорты, вследствие чего Бланка напоминает больше монстра, чем человека.

#### Концепция персонажа
Изначально, при разработке образа персонажа он появился в ранних дизайнерских документах как африканец по имени Анабебе, который был воспитан львом. Позднее (начиная с выхода Final Fight) разработчики, рассматривая различные концептуальные арты для персонажа, в итоге остановились на образе крупного дикаря с густым волосяным покровом и бачками, условно названного как «Hammer Blanka», от которого впоследствии было воспроизведено собственно имя Бланки.
Из всех персонажей Бланка особо выделяется благодаря его цвету кожи. Его сюжетная линия гласит, что когда-то Бланка был белым и был соответственно известен как homem branco (белый человек), откуда через branco выделилось в имя Бланка. Цвет его кожи в играх объясняется постоянным использованием хлорофилла из растений в условиях джунглей, и в конечном счёте, смена цвета кожи заняла длительное время. В последующих играх цвет кожи Бланки сменён на ярко-зелёный. Также, вследствие мутации Бланка может генерировать электричество.
Хотя в бою Бланка издаёт по большей части не имеющие смысла дикие вопли, в победных фразах Бланка всё же произносит некоторые слова. В Street Fighter IV и его апдейтах Бланка говорит регулярно — в победных фразах, катсценах и таунтах.

#### Геймплей
В бою Бланка пользуется собственным стилем боя, по большей части основанный на инстинктах диких животных. Геймплейно Бланка относится к группе так называемых «чарджевых» бойцов. Самые известные спецприёмы Бланки — скручивание в «мяч» с последующим нападением на своего противника (Rolling Attack) и возможность генерировать на месте электричество, поражая им неудачно приземлившегося оппонента. В некоторых играх также есть различные варианты Rolling Attack, различающиеся направлением полёта. Также Бланка обладает неплохим набором что в сочетание с постоянной беготней от противника ради «чарджа» подразумевает тактику боя в стиле hit’n’run.

### Зангиев
Зангиев (яп. ザンギエフ Дзангиефу?, англ. Zangief), также известный как «Красный Циклон» — вымышленный герой из серии видеоигр Street Fighter японской компании Capcom, созданный геймдизайнером Акирой Ясудой и впервые появившийся в видеоигре Street Fighter II; впоследствии он становится персонажем многих игр, аниме и другой продукции компании Capcom. Зангиев явился первым в истории жанра файтинга персонажем, боевая техника которого строилась вокруг бросков и захватов.

### Далсим
Индийский боец, познавший все таинства йоги и обширно применяющий их в бою, является одним из самых старших бойцов. Не удивительно, что в своей родной деревне его называют Мастер. Он женат и растит сына.
В Street Fighter 4 Далсим вступил в турнир чтобы вернуть реку в свою деревню, так как узнал что её перекрыли вооружённые люди, террористы генерала Байсона.
Далсим появлялся во всех играх серии, а также во всех аниме по вселенной и киноадаптации режиссёра Стивена Сузы.

### Гайл
Сержант ВВС США появлялся во многих играх, но не во всех: так в Street Fighter Alpha 1, 2 его заменил Чарли — его лучший друг, однако сам Гайл появился в третьей части Street Fighter Alpha, где становится свидетелем гибели (возможной) своего друга и старшего боевого товарища. Он был сильно огорчён исчезновением друга и уверен, что Чарли не погиб, поэтому продолжает его поиски.

### Эдмонд Хонда
Сумоист, отправившийся на турнир, чтобы прославить себя и свой боевой стиль, к которому до сей поры не относились всерьёз. Ему удаётся достичь своей цели, после чего он получает титул почетного борца сумо.

### Балрог
Балрог (англ. Balrog), известный в японских изданиях игр под именем Барурогу (яп. M・バイソン Барурогу), дебютировал в оригинальной Street Fighter II в роли одного из четырёх боссов и изображается в облике афроамериканского боксёра, носящего синие спортивные шорты с белой отделкой, надорванную белую футболку под синей майкой, боксёрские перчатки и ботинки. Также, Балрог носит короткую стрижку, очень похожую на ту, что носит Майк Тайсон.
Изначально, Балрог был задуман как пародия на известного афроамериканского боксёра Майка Тайсона и соответственно получил имя Майк Байсон. Однако, при американском релизе игры, в американском отделении Capcom из этических соображений решили сменить имена трёх финальных боссов — Байсона, Балрога и Веги. Таким образом, Байсон получил имя Балрог, Балрог же стал в международных релизах Вегой (так как имя Байсон мало годилось для матадора), а Вега получил имя М. Байсон.
Также, в Street Fighter Alpha 3 Балрог сообщает своим поверженным соперникам, что будет, по его словам «кусать их уши» (отсылка к бою Майка Тайсона с Эвандером Холифилдом, в котором Тайсон откусил последнему правое ухо и пытался откусить левое).

### Громовой Ястреб
Громовой Ястреб (англ. Thunder Hawk либо T. Hawk, яп. サンダー・ホーク Санда: Хо: ку, вар. Т. Хок) дебютировал в Super Street Fighter II в числе четырёх новых персонажей (см. ниже). Громовой Ястреб — мексиканский индеец по национальности и состоит членом вымышленного клана громоногов. Родное поселение Ястреба было в течение более чем тридцати лет вынуждено участвовать в «играх» с Байсоном, который также убил отца Громового Ястреба, Ястреба Арройо. В Super Street Fighter II Громовой Ястреб отправляется на турнир, задавшись целью освободить своё поселение от власти Байсона. Изначально, при разработке Super Street Fighter II персонаж получил имя «Джеронимо», данное в честь военного предводителя индейцев чирикауа-апачей середины XIX века, которое было позднее изменено из моральных соображений.
Позднее, Громовой Ястреб появился как играбельный персонаж в консольных версиях Street Fighter Alpha 3. В Alpha 3, Ястреб за время жизни в деревне стал замечать таинственные исчезновения людей. На пути расследования обстоятельств он сталкивается с Джули, бывшей подругой Ястреба, ставшей одной из охранниц Байсона, предварительно пройдя процедуру «промывку мозгов».
Ещё позднее, персонаж возвратился в Super Street Fighter IV, по-прежнему задавшись целью найти Байсона с последующим спасением Джули. На своем пути Громовой Ястреб встречает и побеждает Эль Фуэрте, решившего испытать себя в бою с Ястребом. В фильме 1994 года персонаж (роль играет Грегг Рэйнуотер) изображён в роли сержанта армии США в составе миротворческих сил ООН под командованием полковника Гайла.
Также, своеобразной отсылкой к персонажу служит револьвер Lightning Hawk Magnum из Resident Evil 5.

### Фэй Лун
Фэй Лун (пиньинь Fēi Lóng; яп. 飛龍（フェイロン） Фэйрон) дебютировал в Super Street Fighter II в роли одного из четырёх новых персонажей. В дебюте Фэй Лонг изображается как звезда боевиков из Гонконга, отправившийся на турнир с целью повысить свой навык ведения боя. В своей концовке в игре, после победы над Байсоном он завершает свою карьеру в кино и разрабатывает свой собственный стиль кун-фу под названием «Стиль парящих небес» (англ. Soaring Heaven style; яп. 飛天流 Хитэнрю:).
Фэй Лун был задуман как пастиш на знаменитого гонконгского киноактёра и мастера боевых искусств Брюса Ли. Английская локализация аркадной версии SSFII воздаёт дань памяти Брюсу Ли в следующих словах: «Не могло быть ещё одной такой легенды, подобно великому и сыну его» (отсылка к Брюсу Ли и его сыну Брендону, умершему незадолго до релиза игры, хотя она была удалена в английской версии SSFII Turbo Revival для Game Boy Advance).
Позднее, Фэй Лун возвратился в консольных версиях Street Fighter Alpha 3. Действие сюжетной линии игры происходит до того, как Фэй Лун стал уже известным кинозвездой, о чём свидетельствует его концовка.
Ещё позднее Фэй Лун появился как играбельный персонаж в домашней версии Street Fighter IV и её последующих апдейтов, где во многих моментах игры за него он напоминает Брюса Ли. Так, один из его альтернативных костюмов служит отсылкой к костюму героя Брюса Ли из фильма «Выход дракона», а оба его суперприёма (Ultra Combo) во многом похожи на аналогичные техники Брюса Ли.
Как неиграбельный персонаж Фэй Лун появился в Street Fighter Alpha 2 в роли наблюдателя на уровне Дэна Хибики и в концовке Фелиции в Super Gem Fighter: Mini-Mix, причём в последней он также присутствует в роли камео на одном из уровней.
Газета Seattle Times в своем обзоре Super Street Fighter II назвала Фэй Лонга самым смертоносным из всех новых персонажей игры. Позднее, в рейтинге 25 лучших персонажей Street Fighter по версии IGN.com, персонаж получил 19 место, с заключением: «Из всех любых мастеров боевых искусств, заслуживших почтение в видеоиграх, Брюс Ли, вероятно, лучший. Фэй Лун явился одним из первых героев видеоигр, основанных на иконе кун-фу Брюсе Ли».

### Акума
Акума (яп. 悪魔, букв. рус. дьявол, в Японии Гоки, яп. 豪鬼 Го: ки) дебютировал в Super Street Fighter II Turbo в роли секретного финального босса, становившимся доступным для боя с ним при достижении определённых условий. В бою Акума пользуется тем же боевым стилем, что и Рю с Кэном, но в гораздо большем объёме, чем оба последних. На протяжении игр серии Акума также, как и Рю, путешествует по всему миру в поисках достойных соперников, но в отличие от Рю, не останавливаясь перед убийством заведомо более сильных оппонентов.